# Joystiq
Joystiq是一个电子游戏博客，成立于2004年6月。原为Weblogs公司拥有，后属美国在线旗下。其为美国在线的主要电子游戏博客，主要关注大型多人在线角色扮演游戏（MMORPG）游戏，尤其是魔兽世界。
在网站人气下滑后，2015年2月3日，Joystiq正式关闭，未来的工作将由Engadget承担。